# Jules Dupré

Jules Dupré, The Old Oak, 1870, National Gallery of Art

Jules Dupré (5. dubna 1811, Nantes, Francie – 6. října 1889, L’Isle-Adam) byl francouzský malíř, člen Barbizonské školy.
Původně Dupré pracoval jako dekoratér porcelánu v dílně svého otce. V roce 1831 přesídlil do Anglie, zapůsobila na něj anglická krajinomalba. Toho roku vystavil šest svých pláten na pařížském Salonu. V letech 1841-1848 spolupracoval s Théodorem Rousseaurem, jenž ho ovlivnil v malbě lesních motivů. V roce 1868 trávil cele léto s Milletem u moře v Cayeux-sur-Mer, kde maloval mariny. V roce 1850 se usadil v L’Isle-Adam, kde také zemřel.
Jeho bratr Léon Victor Dupré byl jeho žákem.

## Dílo
- Interiér statku, 1833, lept, National Gallery of Art
- Cesta skalami, 1835, olej na plátně, Galerie Brame & Lorenceau, Paříž
- Břeh řeky Somme, 1836, litografie, National Gallery of Art
- Duby ve Fontainebleau, 1840, olej na plátně, The Minneapolis Institut of Art
- Rybník mezi duby, 1850-1855, olej na plátně, Musée d'Orsay
- Stavidlo, 1855-1860, olej na plátně, Musée d'Orsay
- Rybník u mlýna, asi 1870, olej na plátně, Musée d'Orsay
- Dub, 1860-1870, olej na plátně, Musée d'Orsay
- Cesta k statku, asi 1860, olej na plátně, Musée d'Orsay
- Sena, olej na plátně, 1884
- Krávy u rybníka, datace neznámá, olej na plátně, Musée d'Orsay
- Mořské pobřeží s domem a mlýnem, datace neznámá, olej na plátně, Musée d'Orsay
- Svítání, datace neznámá, olej na plátně, Musée d'Orsay